# Skrzynno (województwo łódzkie)
Skrzynno – wieś w Polsce położona w województwie łódzkim, w powiecie wieluńskim, w gminie Ostrówek. 
| Rodzaje    | Nazwy |
| ---------- | --- |
| części wsi | Karpaty, Kąt, Kościółek, Koziołek, Kruków, Maśne Górki, Miąse, Młynek, Numerek, Osiny, Piasek, Praga, Rzeczna, Sachalin, Smolnik, Zapowiednik |

W latach 1975–1998 miejscowość położona była w województwie sieradzkim.
Przez wieś płynie rzeka Pyszna. Wieś na charakter głównie rolniczy.
Do 1953 roku istniała gmina Skrzynno. 
Nazwa pochodzi od nazwiska dawnego posiadacza tej wsi. Po zabytkowym młynie i wiatraku nic nie pozostało. W dawnym dworku obecnie znajduje się DPS.
We wsi działa Szkoła Podstawowa im. Tadeusza Kościuszki.
W Skrzynnie działa także powstała w 1918 roku jednostka Ochotniczej Straży Pożarnej. 